# Nyankees
Nyankees (ニャンキーズ) est un manga d'Okada Atsushi. Il est prépublié entre 2016 et 2019 dans le magazine Shōnen Ace de l'éditeur Kadokawa Shoten et est compilé en un total de six volumes. La version française, traduite par Julien Pouly, est éditée en intégralité par Doki-Doki. 
Il raconte l'histoire de chats errants vivant dans un quartier, sous forme de gangs. L'histoire suit le personnage principal, Ryûsei, un chat errant et balafré.